# Tower Museum

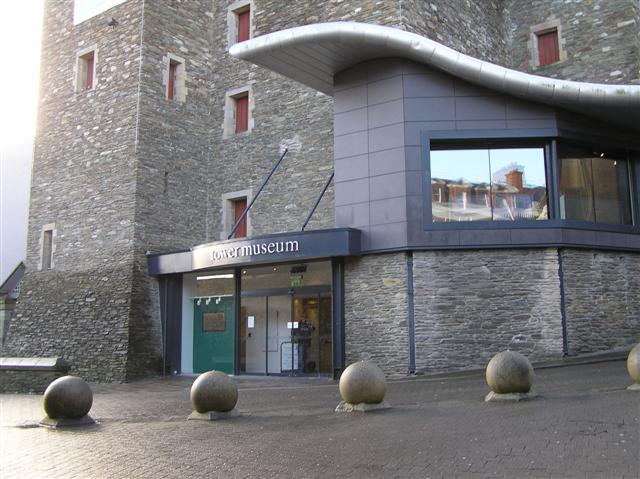
Entrada para o museu.

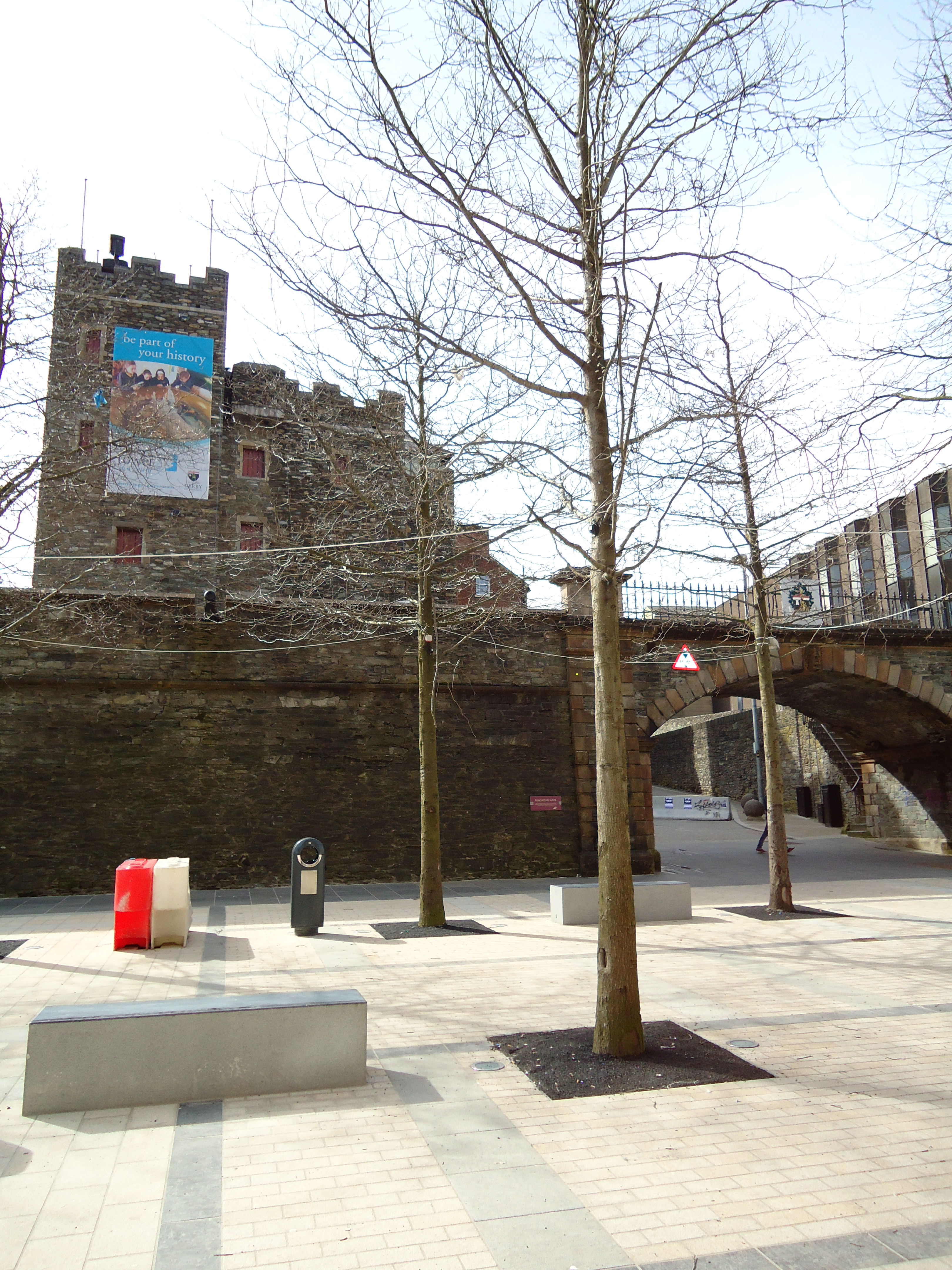
Vista parcial do museus e da cidade.

O Tower Museum é um museu histórico localizado em Derry, no Condado de Londonderry, Irlanda do Norte.
O museu está na Union Hall Place, dentro de uma torre histórica no interior das muralhas da cidade, próximo ao Guildhall. Apresenta a história de Derry/ Londonderry (The Story of Derry) e também possui uma exposição sobre o naufrágio da Invencível Armada (An Armada Shipwreck – La Trinidad Valencera).
O museu foi inaugurado em 1992 e ganhou uma série de prêmios, cobrindo o conflito política que afetou a história da cidade.